# Lotta libera ai Giochi della XXVIII Olimpiade - 120 kg maschile
Il torneo si è svolto il 27 e il 28 agosto.
Legenda:
- TO — Vittoria per KO
- SP — Vittoria di superiorità, 10 punti di differenza, sconfitto con punti
- ST — Vittoria di superiorità, 10 punti di differenza, sconfitto senza punti
- PP — Vittoria ai punti, sconfitto con punti tecnici
- PO — Vittoria ai punti, sconfitto senza punti tecnici
- PA — Vittoria per squalifica dell'avversario
- DQ — Vittoria per rinuncia dell'avversario
- CP — Punti di classifica
- TP — Punti tecnici

## Gironi di qualificazione

### Girone 1
| Posizione | Lottatore              | Paese      | W | L | CP | TP |
| --------- | ---------------------- | ---------- | - | - | -- | -- |
| 1         | Artur Tajmazov         | Uzbekistan | 2 | 0 | 8  | 20 |
| 2         | Marek Garmulewicz      | Polonia    | 1 | 1 | 3  | 6  |
| 3         | Palwinder Singh Cheema | India      | 0 | 2 | 1  | 4  |

| Rosso                  | Blu                    | CP  |    | TP   |
| ---------------------- | ---------------------- | --- | -- | ---- |
| Artur Tajmazov         | Marek Garmulewicz      | 4-0 | ST | 10-0 |
| Palwinder Singh Cheema | Artur Tajmazov         | 0-4 | ST | 0-10 |
| Marek Garmulewicz      | Palwinder Singh Cheema | 3-1 | PP | 6-4  |

### Girone 2
| Posizione | Lottatore                 | Paese    | W | L | CP | TP |
| --------- | ------------------------- | -------- | - | - | -- | -- |
| 1         | Kuramagomed Kuramagomedov | Russia   | 2 | 0 | 6  | 11 |
| 2         | Alex Modebadze            | Georgia  | 1 | 1 | 3  | 5  |
| 3         | Otto Aubeli               | Ungheria | 0 | 2 | 0  | 0  |

| Rosso                     | Blu                       | CP  |    | TP  |
| ------------------------- | ------------------------- | --- | -- | --- |
| Otto Aubeli               | Kuramagomed Kuramagomedov | 0-3 | P0 | 0-6 |
| Alex Modebadze            | Otto Aubeli               | 3-0 | PO | 5-0 |
| Kuramagomed Kuramagomedov | Alex Modebadze            | 3-0 | PO | 5-0 |

### Girone 3
| Posizione | Lottatore         | Paese   | W | L | CP | TP |
| --------- | ----------------- | ------- | - | - | -- | -- |
| 1         | Alexis Rodríguez  | Cuba    | 2 | 0 | 7  | 18 |
| 2         | Nestoras Batzelas | Grecia  | 1 | 1 | 3  | 5  |
| 3         | Serhii Priadun    | Ucraina | 0 | 2 | 0  | 0  |

| Rosso             | Blu               | CP  |    | TP   |
| ----------------- | ----------------- | --- | -- | ---- |
| Alexis Rodríguez  | Nestoras Batzelas | 4-0 | ST | 10-0 |
| Serhii Priadun    | Alexis Rodríguez  | 0-3 | PO | 0-8  |
| Nestoras Batzelas | Serhii Priadun    | 3-0 | PO | 5-0  |

### Girone 4
| Posizione | Lottatore      | Paese    | W | L | CP | TP |
| --------- | -------------- | -------- | - | - | -- | -- |
| 1         | Aydın Polatçı  | Turchia  | 2 | 0 | 7  | 15 |
| 2         | Sven Thiele    | Germania | 1 | 1 | 4  | 5  |
| 3         | Rares Chintoan | Romania  | 0 | 2 | 0  | 0  |

| Rosso          | Blu            | CP  |    | TP   |
| -------------- | -------------- | --- | -- | ---- |
| Rares Chintoan | Sven Thiele    | 0-3 | PO | 0-4  |
| Aydın Polatçı  | Rares Chintoan | 4-0 | ST | 10-0 |
| Sven Thiele    | Aydın Polatçı  | 1-3 | PP | 1-5  |

### Girone 5
| Posizione | Lottatore             | Paese        | W | L | CP | TP |
| --------- | --------------------- | ------------ | - | - | -- | -- |
| 1         | Marid Mutalimov       | Kazakistan   | 3 | 0 | 9  | 10 |
| 2         | Kerry McCoy           | Stati Uniti  | 2 | 1 | 7  | 12 |
| 3         | Francesco Miano-Petta | Italia       | 1 | 2 | 4  | 0  |
| 4         | Yury Mildzihov        | Kirghizistan | 0 | 3 | 2  | 1  |

| Rosso                 | Blu             | CP  |    | TP  |
| --------------------- | --------------- | --- | -- | --- |
| Francesco Miano-Petta | Kerry McCoy     | 0-3 | PO | 0-7 |
| Marid Mutalimov       | Yury Mildzihov  | 3-1 | PP | 3-2 |
| Francesco Miano-Petta | Marid Mutalimov | 0-3 | PO | 0-3 |
| Kerry McCoy           | Yury Mildzihov  | 3-0 | PO | 4-0 |
| Francesco Miano-Petta | Yury Mildzihov  | 4-0 | PA |     |
| Kerry McCoy           | Marid Mutalimov | 1-3 | PP | 1-4 |

### Girone 6
| Posizione | Lottatore             | Paese       | W | L | CP | TP |
| --------- | --------------------- | ----------- | - | - | -- | -- |
| 1         | Alireza Rezaei        | Iran        | 3 | 0 | 9  | 15 |
| 2         | Bozhidar Boyadzhiev   | Bulgaria    | 2 | 1 | 7  | 9  |
| 3         | Usukhbayar Gelegjamts | Mongolia    | 1 | 2 | 3  | 6  |
| 4         | Barys Hrynkevich      | Bielorussia | 0 | 3 | 1  | 1  |

| Rosso                 | Blu                   | CP  |    | TP   |
| --------------------- | --------------------- | --- | -- | ---- |
| Alireza Rezaei        | Bozhidar Boyadzhiev   | 3-0 | PO | 5-0  |
| Usukhbayar Gelegjamts | Barys Hrynkevich      | 3-0 | PO | 6-0  |
| Alireza Rezaei        | Usukhbayar Gelegjamts | 3-0 | PO | 3-0  |
| Bozhidar Boyadzhiev   | Barys Hrynkevich      | 3-1 | PP | 5-1  |
| Alireza Rezaei        | Barys Hrynkevich      | 3-0 | PO | 7-0  |
| Bozhidar Boyadzhiev   | Usukhbayar Gelegjamts | 4-0 | TO | 3:22 |

## Tabellone a eliminazione
|  | Quarti di finale          | Quarti di finale |                           |                           | Semifinali     | Semifinali |  |  | Finale         | Finale |
|  |                           |                  |                           |                           |                |            |  |  |                |        |
|  | 27 agosto 2004            |                  |                           |                           |                |            |  |  |                |        |
|  |                           |                  |                           |                           |                |            |  |  |                |        |
|  | Artur Tajmazov            | 7                |                           |                           |                |            |  |  |                |        |
|  | Artur Tajmazov            | 7                | 28 agosto 2004            |                           |                |            |  |  |                |        |
|  | Kuramagomed Kuramagomedov | 3                |                           |                           |                |            |  |  |                |        |
|  | Kuramagomed Kuramagomedov | 3                | Artur Tajmazov            | 3                         |                |            |  |  |                |        |
|  | 27 agosto 2004            |                  | Artur Tajmazov            | 3                         |                |            |  |  |                |        |
|  |                           | Aydın Polatçı    | 0                         |                           |                |            |  |  |                |        |
|  | Alexis Rodríguez          | Aydın Polatçı    | 0                         | 1                         |                |            |  |  |                |        |
|  | Alexis Rodríguez          |                  | 28 agosto 2004            | 1                         |                |            |  |  |                |        |
|  | Aydın Polatçı             | 3                |                           |                           |                |            |  |  |                |        |
|  | Aydın Polatçı             | 3                | Artur Tajmazov            | TO                        |                |            |  |  |                |        |
|  | 27 agosto 2004            |                  | Artur Tajmazov            | TO                        |                |            |  |  |                |        |
|  |                           | Alireza Rezaei   | 4:33                      |                           |                |            |  |  |                |        |
|  | Marid Mutalimov           | Alireza Rezaei   | 4:33                      |                           |                |            |  |  |                |        |
|  | 28 agosto 2004            |                  |                           |                           |                |            |  |  |                |        |
|  | bye                       |                  |                           |                           |                |            |  |  |                |        |
|  | Marid Mutalimov           | 1                | Finale per il terzo posto | Finale per il terzo posto |                |            |  |  |                |        |
|  | Marid Mutalimov           | 1                | Finale per il terzo posto | Finale per il terzo posto | 27 agosto 2004 |            |  |  |                |        |
|  |                           | Alireza Rezaei   | 4                         |                           |                |            |  |  |                |        |
|  | Alireza Rezaei            | Alireza Rezaei   | 4                         |                           | Aydın Polatçı  | 3          |  |  |                |        |
|  | Alireza Rezaei            |                  |                           |                           | Aydın Polatçı  | 3          |  |  |                |        |
|  | bye                       |                  |                           | Marid Mutalimov           | 1              |            |  |  |                |        |
|  | bye                       |                  |                           | Marid Mutalimov           | 1              |            |  |  |                |        |
|  |                           |                  |                           |                           |                |            |  |  | 28 agosto 2004 |        |
|  |                           |                  |                           |                           |                |            |  |  |                |        |